# Australische Badmintonmeisterschaft 2006
Die Australische Badmintonmeisterschaft 2006 fand vom 17. bis zum 19. August 2006 statt. Es wurden die Titelträger im Herreneinzel, Herrendoppel, Dameneinzel, Damendoppel und Mixed ermittelt.

## Sieger und Platzierte
| Disziplin    | Gold                              | Silber                           | Bronze                          |
| ------------ | --------------------------------- | -------------------------------- | ------------------------------- |
| Herreneinzel | Stuart Gomez                      | Ben Walklate                     | Ben Lee                         |
| Herreneinzel | Stuart Gomez                      | Ben Walklate                     | Ashley Moss                     |
| Dameneinzel  | Tania Luiz                        | Eva Ratanasena                   | Peggy Lim                       |
| Dameneinzel  | Tania Luiz                        | Eva Ratanasena                   | Kate Wilson-Smith               |
| Herrendoppel | Ben Walklate Ashley Brehaut       | Ross Smith Glenn Warfe           | Matthew Gillie Brent Munday     |
| Herrendoppel | Ben Walklate Ashley Brehaut       | Ross Smith Glenn Warfe           | Sunway Ling Jack Wu             |
| Damendoppel  | Margot Strehlan Kate Wilson-Smith | Ann-Louise Slee Leisha Cooper    | Jane Bass Aimi Sakamoto         |
| Damendoppel  | Margot Strehlan Kate Wilson-Smith | Ann-Louise Slee Leisha Cooper    | Spoorti Rattan Cheah Foong Meng |
| Mixed        | Ross Smith Tania Luiz             | Chad Whitehead Kate Wilson-Smith | Ashley Brehaut Erin Carroll     |
| Mixed        | Ross Smith Tania Luiz             | Chad Whitehead Kate Wilson-Smith | Glenn Warfe Susan Dobson        |